# Princ z Walesu

Odznak užívaný princem z Walesu

Princ z Walesu (anglicky Prince of Wales, velšsky Tywysog Cymru, česky též kníže velšský či kníže velšské) je titul v současnosti vyhrazený pro  zjevného dědice britského panovníka. Nachází-li se ve Skotsku, užívá namísto velšského titulu tamní titul vévody z Rothesay. Obdobou tohoto titulu v jiných zemích byl např. dauphin používaný ve Francii. Od 9. září 2022 je princem z Walesu William, nejstarší syn krále Karla III.
Vedlejší titul prince z Walesu je hrabě z Chesteru, vždy udělovali v spojení.

## Historický vývoj
Původně byl velšský titul Tywysog Cymru (Tywysog je pojem, který lze překládat jako kníže, vladař, hlava rodu, vládce) používán samostatnými keltskými vládci Walesu od 12. do 13. století.
Vilém Dobyvatel donutil velšská knížata podrobit se anglickým králům, Velšané si nicméně stále udrželi značnou míru samostatnosti, což pokračovalo až do vlády knížete Llywelyna ap Gruffydda, který při povstání proti anglickému králi padl v boji, a jeho bratra Dafydda, který byl zajat a roku 1283 popraven. Legenda (doložená z 16. století) tvrdí, že poté vítězný anglický král Eduard I. slíbil odbojným Velšanům, že nového prince dosadí, ale že to bude velšský rodák, který nebude umět říci ani slovo anglicky. Roku 1301 dosadil svého syna, pozdějšího krále Eduarda II., který se skutečně ve Walesu narodil a uměl jen francouzsky, byl tedy princem z Walesu.
Po roce 1301 byl titul již zpravidla udělován nejstaršímu žijícímu synu krále. Nenáleží mu automaticky a nepřechází také v případě následníkovy smrti na jeho dědice.  
Po dobu 64 let, mezi roky 1958–2022, držel titul nejdéle v historii nejstarší syn královny Alžběty II., který po její smrti nastoupil na trůn jako král Karel III.

## Odznak
Princové z Walesu užívají jako svůj odznak tři pštrosí pera protknutá korunou a na stuze motto Sloužím (ve středohornoněmčině Ich dien). Podle pozdní tradice vznikl odznak po bitvě u Kresčaku (26. srpna 1346), kdy tehdejší princ z Walesu Eduard z úcty k chrabrosti padlého českého krále Jana Lucemburského, přes svou slepotu vyrazivšího do bitvy a bojujícího až do svého konce, převzal královo osobní heslo a tři pera z klenotu na jeho helmě. Podle střízlivější teorie odkazují pštrosí pera na hrabství Ostrevant, patřící rodu Eduardovy matky Filipy Henegavské.

## Překlad do češtiny
V češtině je ustálená zvyklost odlišovat překlad titulu pro původní velšská knížata a pro titul anglického následníka trůnu, kde se poněkud neobvykle překládá anglické „Prince“ jako princ (princ z Walesu), takto ve velkých encyklopediích Riegrově a Ottově slovníku naučném, v roce 1946 se na stránkách Naši řeči řešila forma překladu (princ z Walesu a princ waleský), možnost jiného překladu výrazu „Prince“ autor článku nezvažoval, nověji se s touto praxí lze setkat u autorů jako byl heraldik Jiří Louda a historik Milan Buben. Někteří autoři nepovažovali tuto praxi za vhodnou a ve svých textech použili překlad anglického „Prince“ jako „kníže“ (např. tento názor vyjádřili matematický lingvista Karel Oliva a překladatel Robert Tschorn).